# جان-لويس مورين
جان-لويس مورين هو مصمم رقص كندي، ولد في 1953، وتوفي في 24 مايو 1995.

## وصلات خارجية
- جان-لويس مورين على موقع IMDb (الإنجليزية)
- جان-لويس مورين على موقع قاعدة بيانات الفيلم (الإنجليزية)